# توکو میئورا
توکو میئورا (انگلیسی: Tōko Miura; ۲۰ اکتبر ۱۹۹۶ –) بازیگر، بازیگر خردسال، و خواننده اهل ژاپن بود.
از فیلم‌ها یا برنامه‌های تلویزیونی که وی در آن نقش داشته‌است می‌توان به ماشین مرا بران در نقش «میساکی واتاری» اشاره کرد.